# 福岡市立長尾中学校
福岡市立長尾中学校（ふくおかしりつながおちゅうがっこう）は、福岡県福岡市城南区にある公立中学校。

## 沿革
- 1969年（昭和44年）4月1日 - 福岡市立友泉中学校から分離し開校。
- 1978年（昭和53年）4月1日 - 福岡市立長丘中学校を分離。
- 1985年（昭和60年）4月1日 - 福岡市立片江中学校を分離。

## 校訓
- 礼節・忍耐・素直

## 周辺施設
- 樋井川中央公園
- 長尾病院